# Шедея тема
Те́ма Шеде́я — тема в шаховій композиції ортодоксального жанру. Суть теми — один і той же матуючий хід в механізмі багатофазної переміни гри в різних фазах проходить на різні ходи чорних, а потім в наступній фазі стає загрозою мату.

## Історія
Ідею запропонував у 1963 році український шаховий композитор з Харкова Сергій Олександрович Шедей (09.06.1940 — 26.11.2012).
В задачі, як мінімум у двох фазах, проходить один і той же мат, але на різні захисти чорних. В третій фазі матуючий хід білі використовують, як загрозу. Фази з тематичною грою можуть бути в довільній послідовності.
Ідея дістала назву — тема Шедея.
Алгоритм вираження теми:
1.X?
1. … a 2. A #, 1. … x!
1. Y?
1. … b 2. A #, 1. … y!
1. Z! ~ 2. A #
|   | a | b | c | d | e | f | g | h |   |
| 8 | b8 чорна тура · b7 білий ферзь · h7 чорний пішак · c6 чорний пішак · d6 білий пішак · e6 білий пішак · h6 білий король · c5 білий пішак · f5 білий пішак · d4 білий пішак · f4 чорний король · g4 білий пішак · h4 чорний пішак · a3 біла тура · c3 білий кінь · h3 чорний кінь · d2 білий кінь · f2 чорна тура · g2 чорний слон · h2 чорний слон · d1 білий слон · e1 білий слон | b8 чорна тура · b7 білий ферзь · h7 чорний пішак · c6 чорний пішак · d6 білий пішак · e6 білий пішак · h6 білий король · c5 білий пішак · f5 білий пішак · d4 білий пішак · f4 чорний король · g4 білий пішак · h4 чорний пішак · a3 біла тура · c3 білий кінь · h3 чорний кінь · d2 білий кінь · f2 чорна тура · g2 чорний слон · h2 чорний слон · d1 білий слон · e1 білий слон | b8 чорна тура · b7 білий ферзь · h7 чорний пішак · c6 чорний пішак · d6 білий пішак · e6 білий пішак · h6 білий король · c5 білий пішак · f5 білий пішак · d4 білий пішак · f4 чорний король · g4 білий пішак · h4 чорний пішак · a3 біла тура · c3 білий кінь · h3 чорний кінь · d2 білий кінь · f2 чорна тура · g2 чорний слон · h2 чорний слон · d1 білий слон · e1 білий слон | b8 чорна тура · b7 білий ферзь · h7 чорний пішак · c6 чорний пішак · d6 білий пішак · e6 білий пішак · h6 білий король · c5 білий пішак · f5 білий пішак · d4 білий пішак · f4 чорний король · g4 білий пішак · h4 чорний пішак · a3 біла тура · c3 білий кінь · h3 чорний кінь · d2 білий кінь · f2 чорна тура · g2 чорний слон · h2 чорний слон · d1 білий слон · e1 білий слон | b8 чорна тура · b7 білий ферзь · h7 чорний пішак · c6 чорний пішак · d6 білий пішак · e6 білий пішак · h6 білий король · c5 білий пішак · f5 білий пішак · d4 білий пішак · f4 чорний король · g4 білий пішак · h4 чорний пішак · a3 біла тура · c3 білий кінь · h3 чорний кінь · d2 білий кінь · f2 чорна тура · g2 чорний слон · h2 чорний слон · d1 білий слон · e1 білий слон | b8 чорна тура · b7 білий ферзь · h7 чорний пішак · c6 чорний пішак · d6 білий пішак · e6 білий пішак · h6 білий король · c5 білий пішак · f5 білий пішак · d4 білий пішак · f4 чорний король · g4 білий пішак · h4 чорний пішак · a3 біла тура · c3 білий кінь · h3 чорний кінь · d2 білий кінь · f2 чорна тура · g2 чорний слон · h2 чорний слон · d1 білий слон · e1 білий слон | b8 чорна тура · b7 білий ферзь · h7 чорний пішак · c6 чорний пішак · d6 білий пішак · e6 білий пішак · h6 білий король · c5 білий пішак · f5 білий пішак · d4 білий пішак · f4 чорний король · g4 білий пішак · h4 чорний пішак · a3 біла тура · c3 білий кінь · h3 чорний кінь · d2 білий кінь · f2 чорна тура · g2 чорний слон · h2 чорний слон · d1 білий слон · e1 білий слон | b8 чорна тура · b7 білий ферзь · h7 чорний пішак · c6 чорний пішак · d6 білий пішак · e6 білий пішак · h6 білий король · c5 білий пішак · f5 білий пішак · d4 білий пішак · f4 чорний король · g4 білий пішак · h4 чорний пішак · a3 біла тура · c3 білий кінь · h3 чорний кінь · d2 білий кінь · f2 чорна тура · g2 чорний слон · h2 чорний слон · d1 білий слон · e1 білий слон | 8 |
| 7 | b8 чорна тура · b7 білий ферзь · h7 чорний пішак · c6 чорний пішак · d6 білий пішак · e6 білий пішак · h6 білий король · c5 білий пішак · f5 білий пішак · d4 білий пішак · f4 чорний король · g4 білий пішак · h4 чорний пішак · a3 біла тура · c3 білий кінь · h3 чорний кінь · d2 білий кінь · f2 чорна тура · g2 чорний слон · h2 чорний слон · d1 білий слон · e1 білий слон | b8 чорна тура · b7 білий ферзь · h7 чорний пішак · c6 чорний пішак · d6 білий пішак · e6 білий пішак · h6 білий король · c5 білий пішак · f5 білий пішак · d4 білий пішак · f4 чорний король · g4 білий пішак · h4 чорний пішак · a3 біла тура · c3 білий кінь · h3 чорний кінь · d2 білий кінь · f2 чорна тура · g2 чорний слон · h2 чорний слон · d1 білий слон · e1 білий слон | b8 чорна тура · b7 білий ферзь · h7 чорний пішак · c6 чорний пішак · d6 білий пішак · e6 білий пішак · h6 білий король · c5 білий пішак · f5 білий пішак · d4 білий пішак · f4 чорний король · g4 білий пішак · h4 чорний пішак · a3 біла тура · c3 білий кінь · h3 чорний кінь · d2 білий кінь · f2 чорна тура · g2 чорний слон · h2 чорний слон · d1 білий слон · e1 білий слон | b8 чорна тура · b7 білий ферзь · h7 чорний пішак · c6 чорний пішак · d6 білий пішак · e6 білий пішак · h6 білий король · c5 білий пішак · f5 білий пішак · d4 білий пішак · f4 чорний король · g4 білий пішак · h4 чорний пішак · a3 біла тура · c3 білий кінь · h3 чорний кінь · d2 білий кінь · f2 чорна тура · g2 чорний слон · h2 чорний слон · d1 білий слон · e1 білий слон | b8 чорна тура · b7 білий ферзь · h7 чорний пішак · c6 чорний пішак · d6 білий пішак · e6 білий пішак · h6 білий король · c5 білий пішак · f5 білий пішак · d4 білий пішак · f4 чорний король · g4 білий пішак · h4 чорний пішак · a3 біла тура · c3 білий кінь · h3 чорний кінь · d2 білий кінь · f2 чорна тура · g2 чорний слон · h2 чорний слон · d1 білий слон · e1 білий слон | b8 чорна тура · b7 білий ферзь · h7 чорний пішак · c6 чорний пішак · d6 білий пішак · e6 білий пішак · h6 білий король · c5 білий пішак · f5 білий пішак · d4 білий пішак · f4 чорний король · g4 білий пішак · h4 чорний пішак · a3 біла тура · c3 білий кінь · h3 чорний кінь · d2 білий кінь · f2 чорна тура · g2 чорний слон · h2 чорний слон · d1 білий слон · e1 білий слон | b8 чорна тура · b7 білий ферзь · h7 чорний пішак · c6 чорний пішак · d6 білий пішак · e6 білий пішак · h6 білий король · c5 білий пішак · f5 білий пішак · d4 білий пішак · f4 чорний король · g4 білий пішак · h4 чорний пішак · a3 біла тура · c3 білий кінь · h3 чорний кінь · d2 білий кінь · f2 чорна тура · g2 чорний слон · h2 чорний слон · d1 білий слон · e1 білий слон | b8 чорна тура · b7 білий ферзь · h7 чорний пішак · c6 чорний пішак · d6 білий пішак · e6 білий пішак · h6 білий король · c5 білий пішак · f5 білий пішак · d4 білий пішак · f4 чорний король · g4 білий пішак · h4 чорний пішак · a3 біла тура · c3 білий кінь · h3 чорний кінь · d2 білий кінь · f2 чорна тура · g2 чорний слон · h2 чорний слон · d1 білий слон · e1 білий слон | 7 |
| 6 | b8 чорна тура · b7 білий ферзь · h7 чорний пішак · c6 чорний пішак · d6 білий пішак · e6 білий пішак · h6 білий король · c5 білий пішак · f5 білий пішак · d4 білий пішак · f4 чорний король · g4 білий пішак · h4 чорний пішак · a3 біла тура · c3 білий кінь · h3 чорний кінь · d2 білий кінь · f2 чорна тура · g2 чорний слон · h2 чорний слон · d1 білий слон · e1 білий слон | b8 чорна тура · b7 білий ферзь · h7 чорний пішак · c6 чорний пішак · d6 білий пішак · e6 білий пішак · h6 білий король · c5 білий пішак · f5 білий пішак · d4 білий пішак · f4 чорний король · g4 білий пішак · h4 чорний пішак · a3 біла тура · c3 білий кінь · h3 чорний кінь · d2 білий кінь · f2 чорна тура · g2 чорний слон · h2 чорний слон · d1 білий слон · e1 білий слон | b8 чорна тура · b7 білий ферзь · h7 чорний пішак · c6 чорний пішак · d6 білий пішак · e6 білий пішак · h6 білий король · c5 білий пішак · f5 білий пішак · d4 білий пішак · f4 чорний король · g4 білий пішак · h4 чорний пішак · a3 біла тура · c3 білий кінь · h3 чорний кінь · d2 білий кінь · f2 чорна тура · g2 чорний слон · h2 чорний слон · d1 білий слон · e1 білий слон | b8 чорна тура · b7 білий ферзь · h7 чорний пішак · c6 чорний пішак · d6 білий пішак · e6 білий пішак · h6 білий король · c5 білий пішак · f5 білий пішак · d4 білий пішак · f4 чорний король · g4 білий пішак · h4 чорний пішак · a3 біла тура · c3 білий кінь · h3 чорний кінь · d2 білий кінь · f2 чорна тура · g2 чорний слон · h2 чорний слон · d1 білий слон · e1 білий слон | b8 чорна тура · b7 білий ферзь · h7 чорний пішак · c6 чорний пішак · d6 білий пішак · e6 білий пішак · h6 білий король · c5 білий пішак · f5 білий пішак · d4 білий пішак · f4 чорний король · g4 білий пішак · h4 чорний пішак · a3 біла тура · c3 білий кінь · h3 чорний кінь · d2 білий кінь · f2 чорна тура · g2 чорний слон · h2 чорний слон · d1 білий слон · e1 білий слон | b8 чорна тура · b7 білий ферзь · h7 чорний пішак · c6 чорний пішак · d6 білий пішак · e6 білий пішак · h6 білий король · c5 білий пішак · f5 білий пішак · d4 білий пішак · f4 чорний король · g4 білий пішак · h4 чорний пішак · a3 біла тура · c3 білий кінь · h3 чорний кінь · d2 білий кінь · f2 чорна тура · g2 чорний слон · h2 чорний слон · d1 білий слон · e1 білий слон | b8 чорна тура · b7 білий ферзь · h7 чорний пішак · c6 чорний пішак · d6 білий пішак · e6 білий пішак · h6 білий король · c5 білий пішак · f5 білий пішак · d4 білий пішак · f4 чорний король · g4 білий пішак · h4 чорний пішак · a3 біла тура · c3 білий кінь · h3 чорний кінь · d2 білий кінь · f2 чорна тура · g2 чорний слон · h2 чорний слон · d1 білий слон · e1 білий слон | b8 чорна тура · b7 білий ферзь · h7 чорний пішак · c6 чорний пішак · d6 білий пішак · e6 білий пішак · h6 білий король · c5 білий пішак · f5 білий пішак · d4 білий пішак · f4 чорний король · g4 білий пішак · h4 чорний пішак · a3 біла тура · c3 білий кінь · h3 чорний кінь · d2 білий кінь · f2 чорна тура · g2 чорний слон · h2 чорний слон · d1 білий слон · e1 білий слон | 6 |
| 5 | b8 чорна тура · b7 білий ферзь · h7 чорний пішак · c6 чорний пішак · d6 білий пішак · e6 білий пішак · h6 білий король · c5 білий пішак · f5 білий пішак · d4 білий пішак · f4 чорний король · g4 білий пішак · h4 чорний пішак · a3 біла тура · c3 білий кінь · h3 чорний кінь · d2 білий кінь · f2 чорна тура · g2 чорний слон · h2 чорний слон · d1 білий слон · e1 білий слон | b8 чорна тура · b7 білий ферзь · h7 чорний пішак · c6 чорний пішак · d6 білий пішак · e6 білий пішак · h6 білий король · c5 білий пішак · f5 білий пішак · d4 білий пішак · f4 чорний король · g4 білий пішак · h4 чорний пішак · a3 біла тура · c3 білий кінь · h3 чорний кінь · d2 білий кінь · f2 чорна тура · g2 чорний слон · h2 чорний слон · d1 білий слон · e1 білий слон | b8 чорна тура · b7 білий ферзь · h7 чорний пішак · c6 чорний пішак · d6 білий пішак · e6 білий пішак · h6 білий король · c5 білий пішак · f5 білий пішак · d4 білий пішак · f4 чорний король · g4 білий пішак · h4 чорний пішак · a3 біла тура · c3 білий кінь · h3 чорний кінь · d2 білий кінь · f2 чорна тура · g2 чорний слон · h2 чорний слон · d1 білий слон · e1 білий слон | b8 чорна тура · b7 білий ферзь · h7 чорний пішак · c6 чорний пішак · d6 білий пішак · e6 білий пішак · h6 білий король · c5 білий пішак · f5 білий пішак · d4 білий пішак · f4 чорний король · g4 білий пішак · h4 чорний пішак · a3 біла тура · c3 білий кінь · h3 чорний кінь · d2 білий кінь · f2 чорна тура · g2 чорний слон · h2 чорний слон · d1 білий слон · e1 білий слон | b8 чорна тура · b7 білий ферзь · h7 чорний пішак · c6 чорний пішак · d6 білий пішак · e6 білий пішак · h6 білий король · c5 білий пішак · f5 білий пішак · d4 білий пішак · f4 чорний король · g4 білий пішак · h4 чорний пішак · a3 біла тура · c3 білий кінь · h3 чорний кінь · d2 білий кінь · f2 чорна тура · g2 чорний слон · h2 чорний слон · d1 білий слон · e1 білий слон | b8 чорна тура · b7 білий ферзь · h7 чорний пішак · c6 чорний пішак · d6 білий пішак · e6 білий пішак · h6 білий король · c5 білий пішак · f5 білий пішак · d4 білий пішак · f4 чорний король · g4 білий пішак · h4 чорний пішак · a3 біла тура · c3 білий кінь · h3 чорний кінь · d2 білий кінь · f2 чорна тура · g2 чорний слон · h2 чорний слон · d1 білий слон · e1 білий слон | b8 чорна тура · b7 білий ферзь · h7 чорний пішак · c6 чорний пішак · d6 білий пішак · e6 білий пішак · h6 білий король · c5 білий пішак · f5 білий пішак · d4 білий пішак · f4 чорний король · g4 білий пішак · h4 чорний пішак · a3 біла тура · c3 білий кінь · h3 чорний кінь · d2 білий кінь · f2 чорна тура · g2 чорний слон · h2 чорний слон · d1 білий слон · e1 білий слон | b8 чорна тура · b7 білий ферзь · h7 чорний пішак · c6 чорний пішак · d6 білий пішак · e6 білий пішак · h6 білий король · c5 білий пішак · f5 білий пішак · d4 білий пішак · f4 чорний король · g4 білий пішак · h4 чорний пішак · a3 біла тура · c3 білий кінь · h3 чорний кінь · d2 білий кінь · f2 чорна тура · g2 чорний слон · h2 чорний слон · d1 білий слон · e1 білий слон | 5 |
| 4 | b8 чорна тура · b7 білий ферзь · h7 чорний пішак · c6 чорний пішак · d6 білий пішак · e6 білий пішак · h6 білий король · c5 білий пішак · f5 білий пішак · d4 білий пішак · f4 чорний король · g4 білий пішак · h4 чорний пішак · a3 біла тура · c3 білий кінь · h3 чорний кінь · d2 білий кінь · f2 чорна тура · g2 чорний слон · h2 чорний слон · d1 білий слон · e1 білий слон | b8 чорна тура · b7 білий ферзь · h7 чорний пішак · c6 чорний пішак · d6 білий пішак · e6 білий пішак · h6 білий король · c5 білий пішак · f5 білий пішак · d4 білий пішак · f4 чорний король · g4 білий пішак · h4 чорний пішак · a3 біла тура · c3 білий кінь · h3 чорний кінь · d2 білий кінь · f2 чорна тура · g2 чорний слон · h2 чорний слон · d1 білий слон · e1 білий слон | b8 чорна тура · b7 білий ферзь · h7 чорний пішак · c6 чорний пішак · d6 білий пішак · e6 білий пішак · h6 білий король · c5 білий пішак · f5 білий пішак · d4 білий пішак · f4 чорний король · g4 білий пішак · h4 чорний пішак · a3 біла тура · c3 білий кінь · h3 чорний кінь · d2 білий кінь · f2 чорна тура · g2 чорний слон · h2 чорний слон · d1 білий слон · e1 білий слон | b8 чорна тура · b7 білий ферзь · h7 чорний пішак · c6 чорний пішак · d6 білий пішак · e6 білий пішак · h6 білий король · c5 білий пішак · f5 білий пішак · d4 білий пішак · f4 чорний король · g4 білий пішак · h4 чорний пішак · a3 біла тура · c3 білий кінь · h3 чорний кінь · d2 білий кінь · f2 чорна тура · g2 чорний слон · h2 чорний слон · d1 білий слон · e1 білий слон | b8 чорна тура · b7 білий ферзь · h7 чорний пішак · c6 чорний пішак · d6 білий пішак · e6 білий пішак · h6 білий король · c5 білий пішак · f5 білий пішак · d4 білий пішак · f4 чорний король · g4 білий пішак · h4 чорний пішак · a3 біла тура · c3 білий кінь · h3 чорний кінь · d2 білий кінь · f2 чорна тура · g2 чорний слон · h2 чорний слон · d1 білий слон · e1 білий слон | b8 чорна тура · b7 білий ферзь · h7 чорний пішак · c6 чорний пішак · d6 білий пішак · e6 білий пішак · h6 білий король · c5 білий пішак · f5 білий пішак · d4 білий пішак · f4 чорний король · g4 білий пішак · h4 чорний пішак · a3 біла тура · c3 білий кінь · h3 чорний кінь · d2 білий кінь · f2 чорна тура · g2 чорний слон · h2 чорний слон · d1 білий слон · e1 білий слон | b8 чорна тура · b7 білий ферзь · h7 чорний пішак · c6 чорний пішак · d6 білий пішак · e6 білий пішак · h6 білий король · c5 білий пішак · f5 білий пішак · d4 білий пішак · f4 чорний король · g4 білий пішак · h4 чорний пішак · a3 біла тура · c3 білий кінь · h3 чорний кінь · d2 білий кінь · f2 чорна тура · g2 чорний слон · h2 чорний слон · d1 білий слон · e1 білий слон | b8 чорна тура · b7 білий ферзь · h7 чорний пішак · c6 чорний пішак · d6 білий пішак · e6 білий пішак · h6 білий король · c5 білий пішак · f5 білий пішак · d4 білий пішак · f4 чорний король · g4 білий пішак · h4 чорний пішак · a3 біла тура · c3 білий кінь · h3 чорний кінь · d2 білий кінь · f2 чорна тура · g2 чорний слон · h2 чорний слон · d1 білий слон · e1 білий слон | 4 |
| 3 | b8 чорна тура · b7 білий ферзь · h7 чорний пішак · c6 чорний пішак · d6 білий пішак · e6 білий пішак · h6 білий король · c5 білий пішак · f5 білий пішак · d4 білий пішак · f4 чорний король · g4 білий пішак · h4 чорний пішак · a3 біла тура · c3 білий кінь · h3 чорний кінь · d2 білий кінь · f2 чорна тура · g2 чорний слон · h2 чорний слон · d1 білий слон · e1 білий слон | b8 чорна тура · b7 білий ферзь · h7 чорний пішак · c6 чорний пішак · d6 білий пішак · e6 білий пішак · h6 білий король · c5 білий пішак · f5 білий пішак · d4 білий пішак · f4 чорний король · g4 білий пішак · h4 чорний пішак · a3 біла тура · c3 білий кінь · h3 чорний кінь · d2 білий кінь · f2 чорна тура · g2 чорний слон · h2 чорний слон · d1 білий слон · e1 білий слон | b8 чорна тура · b7 білий ферзь · h7 чорний пішак · c6 чорний пішак · d6 білий пішак · e6 білий пішак · h6 білий король · c5 білий пішак · f5 білий пішак · d4 білий пішак · f4 чорний король · g4 білий пішак · h4 чорний пішак · a3 біла тура · c3 білий кінь · h3 чорний кінь · d2 білий кінь · f2 чорна тура · g2 чорний слон · h2 чорний слон · d1 білий слон · e1 білий слон | b8 чорна тура · b7 білий ферзь · h7 чорний пішак · c6 чорний пішак · d6 білий пішак · e6 білий пішак · h6 білий король · c5 білий пішак · f5 білий пішак · d4 білий пішак · f4 чорний король · g4 білий пішак · h4 чорний пішак · a3 біла тура · c3 білий кінь · h3 чорний кінь · d2 білий кінь · f2 чорна тура · g2 чорний слон · h2 чорний слон · d1 білий слон · e1 білий слон | b8 чорна тура · b7 білий ферзь · h7 чорний пішак · c6 чорний пішак · d6 білий пішак · e6 білий пішак · h6 білий король · c5 білий пішак · f5 білий пішак · d4 білий пішак · f4 чорний король · g4 білий пішак · h4 чорний пішак · a3 біла тура · c3 білий кінь · h3 чорний кінь · d2 білий кінь · f2 чорна тура · g2 чорний слон · h2 чорний слон · d1 білий слон · e1 білий слон | b8 чорна тура · b7 білий ферзь · h7 чорний пішак · c6 чорний пішак · d6 білий пішак · e6 білий пішак · h6 білий король · c5 білий пішак · f5 білий пішак · d4 білий пішак · f4 чорний король · g4 білий пішак · h4 чорний пішак · a3 біла тура · c3 білий кінь · h3 чорний кінь · d2 білий кінь · f2 чорна тура · g2 чорний слон · h2 чорний слон · d1 білий слон · e1 білий слон | b8 чорна тура · b7 білий ферзь · h7 чорний пішак · c6 чорний пішак · d6 білий пішак · e6 білий пішак · h6 білий король · c5 білий пішак · f5 білий пішак · d4 білий пішак · f4 чорний король · g4 білий пішак · h4 чорний пішак · a3 біла тура · c3 білий кінь · h3 чорний кінь · d2 білий кінь · f2 чорна тура · g2 чорний слон · h2 чорний слон · d1 білий слон · e1 білий слон | b8 чорна тура · b7 білий ферзь · h7 чорний пішак · c6 чорний пішак · d6 білий пішак · e6 білий пішак · h6 білий король · c5 білий пішак · f5 білий пішак · d4 білий пішак · f4 чорний король · g4 білий пішак · h4 чорний пішак · a3 біла тура · c3 білий кінь · h3 чорний кінь · d2 білий кінь · f2 чорна тура · g2 чорний слон · h2 чорний слон · d1 білий слон · e1 білий слон | 3 |
| 2 | b8 чорна тура · b7 білий ферзь · h7 чорний пішак · c6 чорний пішак · d6 білий пішак · e6 білий пішак · h6 білий король · c5 білий пішак · f5 білий пішак · d4 білий пішак · f4 чорний король · g4 білий пішак · h4 чорний пішак · a3 біла тура · c3 білий кінь · h3 чорний кінь · d2 білий кінь · f2 чорна тура · g2 чорний слон · h2 чорний слон · d1 білий слон · e1 білий слон | b8 чорна тура · b7 білий ферзь · h7 чорний пішак · c6 чорний пішак · d6 білий пішак · e6 білий пішак · h6 білий король · c5 білий пішак · f5 білий пішак · d4 білий пішак · f4 чорний король · g4 білий пішак · h4 чорний пішак · a3 біла тура · c3 білий кінь · h3 чорний кінь · d2 білий кінь · f2 чорна тура · g2 чорний слон · h2 чорний слон · d1 білий слон · e1 білий слон | b8 чорна тура · b7 білий ферзь · h7 чорний пішак · c6 чорний пішак · d6 білий пішак · e6 білий пішак · h6 білий король · c5 білий пішак · f5 білий пішак · d4 білий пішак · f4 чорний король · g4 білий пішак · h4 чорний пішак · a3 біла тура · c3 білий кінь · h3 чорний кінь · d2 білий кінь · f2 чорна тура · g2 чорний слон · h2 чорний слон · d1 білий слон · e1 білий слон | b8 чорна тура · b7 білий ферзь · h7 чорний пішак · c6 чорний пішак · d6 білий пішак · e6 білий пішак · h6 білий король · c5 білий пішак · f5 білий пішак · d4 білий пішак · f4 чорний король · g4 білий пішак · h4 чорний пішак · a3 біла тура · c3 білий кінь · h3 чорний кінь · d2 білий кінь · f2 чорна тура · g2 чорний слон · h2 чорний слон · d1 білий слон · e1 білий слон | b8 чорна тура · b7 білий ферзь · h7 чорний пішак · c6 чорний пішак · d6 білий пішак · e6 білий пішак · h6 білий король · c5 білий пішак · f5 білий пішак · d4 білий пішак · f4 чорний король · g4 білий пішак · h4 чорний пішак · a3 біла тура · c3 білий кінь · h3 чорний кінь · d2 білий кінь · f2 чорна тура · g2 чорний слон · h2 чорний слон · d1 білий слон · e1 білий слон | b8 чорна тура · b7 білий ферзь · h7 чорний пішак · c6 чорний пішак · d6 білий пішак · e6 білий пішак · h6 білий король · c5 білий пішак · f5 білий пішак · d4 білий пішак · f4 чорний король · g4 білий пішак · h4 чорний пішак · a3 біла тура · c3 білий кінь · h3 чорний кінь · d2 білий кінь · f2 чорна тура · g2 чорний слон · h2 чорний слон · d1 білий слон · e1 білий слон | b8 чорна тура · b7 білий ферзь · h7 чорний пішак · c6 чорний пішак · d6 білий пішак · e6 білий пішак · h6 білий король · c5 білий пішак · f5 білий пішак · d4 білий пішак · f4 чорний король · g4 білий пішак · h4 чорний пішак · a3 біла тура · c3 білий кінь · h3 чорний кінь · d2 білий кінь · f2 чорна тура · g2 чорний слон · h2 чорний слон · d1 білий слон · e1 білий слон | b8 чорна тура · b7 білий ферзь · h7 чорний пішак · c6 чорний пішак · d6 білий пішак · e6 білий пішак · h6 білий король · c5 білий пішак · f5 білий пішак · d4 білий пішак · f4 чорний король · g4 білий пішак · h4 чорний пішак · a3 біла тура · c3 білий кінь · h3 чорний кінь · d2 білий кінь · f2 чорна тура · g2 чорний слон · h2 чорний слон · d1 білий слон · e1 білий слон | 2 |
| 1 | b8 чорна тура · b7 білий ферзь · h7 чорний пішак · c6 чорний пішак · d6 білий пішак · e6 білий пішак · h6 білий король · c5 білий пішак · f5 білий пішак · d4 білий пішак · f4 чорний король · g4 білий пішак · h4 чорний пішак · a3 біла тура · c3 білий кінь · h3 чорний кінь · d2 білий кінь · f2 чорна тура · g2 чорний слон · h2 чорний слон · d1 білий слон · e1 білий слон | b8 чорна тура · b7 білий ферзь · h7 чорний пішак · c6 чорний пішак · d6 білий пішак · e6 білий пішак · h6 білий король · c5 білий пішак · f5 білий пішак · d4 білий пішак · f4 чорний король · g4 білий пішак · h4 чорний пішак · a3 біла тура · c3 білий кінь · h3 чорний кінь · d2 білий кінь · f2 чорна тура · g2 чорний слон · h2 чорний слон · d1 білий слон · e1 білий слон | b8 чорна тура · b7 білий ферзь · h7 чорний пішак · c6 чорний пішак · d6 білий пішак · e6 білий пішак · h6 білий король · c5 білий пішак · f5 білий пішак · d4 білий пішак · f4 чорний король · g4 білий пішак · h4 чорний пішак · a3 біла тура · c3 білий кінь · h3 чорний кінь · d2 білий кінь · f2 чорна тура · g2 чорний слон · h2 чорний слон · d1 білий слон · e1 білий слон | b8 чорна тура · b7 білий ферзь · h7 чорний пішак · c6 чорний пішак · d6 білий пішак · e6 білий пішак · h6 білий король · c5 білий пішак · f5 білий пішак · d4 білий пішак · f4 чорний король · g4 білий пішак · h4 чорний пішак · a3 біла тура · c3 білий кінь · h3 чорний кінь · d2 білий кінь · f2 чорна тура · g2 чорний слон · h2 чорний слон · d1 білий слон · e1 білий слон | b8 чорна тура · b7 білий ферзь · h7 чорний пішак · c6 чорний пішак · d6 білий пішак · e6 білий пішак · h6 білий король · c5 білий пішак · f5 білий пішак · d4 білий пішак · f4 чорний король · g4 білий пішак · h4 чорний пішак · a3 біла тура · c3 білий кінь · h3 чорний кінь · d2 білий кінь · f2 чорна тура · g2 чорний слон · h2 чорний слон · d1 білий слон · e1 білий слон | b8 чорна тура · b7 білий ферзь · h7 чорний пішак · c6 чорний пішак · d6 білий пішак · e6 білий пішак · h6 білий король · c5 білий пішак · f5 білий пішак · d4 білий пішак · f4 чорний король · g4 білий пішак · h4 чорний пішак · a3 біла тура · c3 білий кінь · h3 чорний кінь · d2 білий кінь · f2 чорна тура · g2 чорний слон · h2 чорний слон · d1 білий слон · e1 білий слон | b8 чорна тура · b7 білий ферзь · h7 чорний пішак · c6 чорний пішак · d6 білий пішак · e6 білий пішак · h6 білий король · c5 білий пішак · f5 білий пішак · d4 білий пішак · f4 чорний король · g4 білий пішак · h4 чорний пішак · a3 біла тура · c3 білий кінь · h3 чорний кінь · d2 білий кінь · f2 чорна тура · g2 чорний слон · h2 чорний слон · d1 білий слон · e1 білий слон | b8 чорна тура · b7 білий ферзь · h7 чорний пішак · c6 чорний пішак · d6 білий пішак · e6 білий пішак · h6 білий король · c5 білий пішак · f5 білий пішак · d4 білий пішак · f4 чорний король · g4 білий пішак · h4 чорний пішак · a3 біла тура · c3 білий кінь · h3 чорний кінь · d2 білий кінь · f2 чорна тура · g2 чорний слон · h2 чорний слон · d1 білий слон · e1 білий слон | 1 |
|   | a | b | c | d | e | f | g | h |   |

FEN: 1r6/1Q5p/2pPP2K/2P2P2/3P1kPp/R1N4n/3N1rbb/3BB3
1. … Kg3 2. Sd5#
1. … Ke3 2. Se2#
1. Dc6? ~ 2. Sd5#
1. … Kg3 2. Df3#
1. … Ke3 2. De4#, 1. … Tb3!
1. Dg7! ~ 2. De5#
1. … Kg3 2. Se2#
1. … Ke3 2. Sd5#
В першій фазі — ілюзорна гра і тематичний мат 2. Sd5# проходить на хід чорного короля 1. … Kg2. В другій фазі — хибна гра, де після вступного ходу 1. Dc6? виникає загроза мату 2. Sd5#. В третій фазі — вже дійсна гра, де мат 2. Sd5# проходить на захист чорних 1. … Ke3.